# یواس‌اس لابرنام (۱۸۶۴)
یواس‌اس لابرنام (۱۸۶۴) (به انگلیسی: USS Laburnum (1864)) یک کشتی بود که طول آن ۱۱۰ فوت (۳۴ متر) بود. این کشتی در سال ۱۸۶۴ ساخته شد.